# Werner Thelen
Werner Thelen (* 8. Juli 1947 in Düren) ist ein ehemaliger deutscher Fußballspieler.
Nachdem der Stürmer bis 1969 schon in der Amateur-Mannschaft des 1. FC Köln spielte, kam er in der Saison 1969/70 auch bei den Profis zum Einsatz, galt aber bis zum Saisonende als Amateur und bestritt als solcher 17 Amateur-Länderspiele für Deutschland. Schon 1970 gegen Großbritannien kam er erstmals in der Olympiaqualifikation für den DFB zum Einsatz. Im gleichen Jahr verließ er den 1. FC Köln und wechselte zum Liga-Konkurrenten Werder Bremen. Nach einem Jahr stand fest, dass er sich dort auf Dauer nicht durchsetzen konnte und er ging zu Alemannia Aachen. 1974 holte ihn der 1. FC Kaiserslautern von seinem damaligen Verein 1. FC Saarbrücken zurück in die 1. Bundesliga; er kam dort jedoch nur zweimal zum Einsatz. 1975/76 spielte er beim FSV Frankfurt in der 2. Bundesliga.

## Vereine
- bis 1967 SG Düren 99
- 1967–1970 1. FC Köln
- 1970–1971 Werder Bremen
- 1971–1973 Alemannia Aachen
- 1973–1974 1. FC Saarbrücken
- 1974–1975 1. FC Kaiserslautern
- 1975–1976 FSV Frankfurt

## Statistik
- 17 Amateur-Länderspiele; 3 Tore für Deutschland
- 1. Bundesliga
14 Spiele; 3 Tore 1. FC Köln
15 Spiele Werder Bremen
2 Spiele 1. FC Kaiserslautern
- 2. Bundesliga
19 Spiele; 5 Tore FSV Frankfurt
- Regionalliga Südwest
29 Spiele; 19 Tore 1. FC Saarbrücken
- DFB-Pokal
1 Spiel 1. FC Köln

## Erfolge
- 1970 DFB-Pokal-Finale